# Кальпа
Кальпа (санскр. कल्प, «порядок», «закон») — одиниця вимірювання часу в індуїзмі, «день Брахми», що триває 4 320 000 000 (чотири мільярди, триста двадцять мільйонів) років і складається з 1000 маха-юґ (періодів по 4 юґи). По закінченні цього періоду настає ніч Брахми — такої ж тривалості як і день. Ніч знаменує собою знищення світу і загибель девів. Таким чином доба Брахми триває 8640 мільйонів років. Місяць Брахми складається з тридцяти таких діб (тридцяти днів і ночей), що разом становить 259 200 000 000 років, а рік — з дванадцяти місяців. Брахма живе сто років (31 104 000 000 000 років) — махакальпу, по закінченні яких помирає і весь матеріальний світ знищується. Під час цього великого знищення, званого пралая, припиняє існування космос і гинуть деви. Згідно з «Бгагавата-пурані» після того, як закінчується життя Брахми, весь космос входить в тіло Маха-Вішну, і припиняє своє існування. По закінченні періоду часу, рівного життю Брахми, космос знову відроджується: з тіла Маха-Вішну виходять незліченні всесвіти, в кожному з яких народжується Брахма і починається новий цикл Кальп. Кожна кальпа ділиться на 14 періодів Манвантара, що тривають 306 720 000 років з великими інтервалами між ними (так як точне значення {\displaystyle {1 \over 14}} Калп — 308 571 429 років).
Вважається, що нинішній Брахма знаходиться на 51 році свого життя і світ перебуває в кальпі, що зветься Швета-Варах. По-іншому теорія кальп розглядається в буддійської космології. З позиції руху Брахма Кумаріс тривалість кальп становить 5000 років.

## Цікаві факти
У «Книзі рекордів Гіннесса» кальпа числиться як найбільша одиниця вимірювання часу.